# Confederació Democràtica del Kurdistan
La Confederació Democràtica del Kurdistan (kurd: Koma Civakên Kurdistan, KCK) és una organització política kurda compromesa amb la implementació de la ideologia del confederalisme democràtic d'Abdullah Öcalan. El KCK neix com a Koma Komalen Kurdistan (Confederalisme al Kurdistan) l'1 de juny del 2005 i l'1 d'octubre de 2006 rebateja el nom de l'organització amb l'actual, mateixa data en què es declara l'alto el foc en la lluita contra Turquia.
El KCK també serveix com a grup paraigües per a tots els partits polítics confederalistes democràtics del Kurdistan, inclòs el Partit dels Treballadors del Kurdistan (PKK), el principal impulsor de l'organització, el Partit de la Unió Democràtica (PYD), el Partit per una Vida Lliure al Kurdistan (PJAK) i el Partit de la Solució Democràtica del Kurdistan (PÇDK). Addicionalment a aquests partits polítics, el KCK també el formen una secció femenina (Partit de les Dones Lliures del Kurdistan), una secció de juvenil (Federació de la Joventut Democràtica), una branca militar (Forces de Defensa del Poble) i d'altres organitzacions arreu del territori kurd.

## Història
Durant el 3r Congrés de l'organització kurda Kongra-Gel a les Muntanyes Kandil, al maig de 2005, es va decidir crear el Koma Komalen Kurdistan (Confederalisme al Kurdistan, KKK) amb 236 delegats i amb l'objectiu d'implantar en territori kurd el concepte de confederalisme democràtic d'Abdullah Öcalan. El KKK es va estructurar amb un Consell de Presidència de cinc persones, onze comissions permanents, un Tribunal de Justícia de set persones i un Consell Executiu format per set membres. Zübeyir Aydar va nomenat president del Kongra-Gel i Murat Karayılan va ser nomenat president del Consell Executiu de KKK.
Al maig del 2007, durant el 5è Congrés de Kandil, amb una participació de 213 membres provinent de Turquia, Iran, Síria, Iraq i l'estranger, es va canviar el nom pel de Koma Civakên Kurdistan (Confederació Democràtica del Kurdistan, KCK). El KCK tenia l'objectiu de ser una organització paraigües de les diferents organitzacions de tot el territori d'ideologia confederelista democràtica.

### Grup de la Pau
El Grup per la Pau (Barış grubu) fou una iniciativa pacifista de la Confederació Democràtica del Kurdistan després de l'alto el foc de l'abril del 2009. 38 persones van sortir d'Iraq i van passejar per Turquia sent aclamats a les poblacions kurdes. Entre els 38 hi havia 8 ex membres del PKK. El primer ministre turc, Recep Tayyip Erdoğan, va dir que començaven nous temps i s'obria l'esperança, però la línia dura del govern i la pressió dels partits extremistes turcs, van impedir la continuïtat de la iniciativa tot i la bona fe del grup pacifista, de l'organització que els donava suport, de les organitzacions legals kurdes de Turquia, i de la població civil en general. En els següents mesos els 38 foren empresonats (excepte 4 menors) i condemnats a llargues penes (especialment llargues pels 8 exmembres del PKK).

## Ideologia
La filosofia del KCK es descriu en el pròleg de l'acord (sözleşme) que el Congrés Popular del Kurdistan (Kongra-Gel) va acceptar el 17 de maig de 2005. El text va ser escrit pel líder del PKK, Abdullah Öcalan el 20 de març de 2005:
El confederalisme democràtic del Kurdistan no és un sistema d'Estat, és el sistema democràtic d'un poble sense Estat... El poble pren el poder i l'adapta per assolir l'autosuficiència en tots els àmbits, inclosa l'economia. El confederalisme democràtic és el moviment del poble kurd per fundar la seva pròpia democràcia i organitzar el seu propi sistema social... El confederalisme democràtic és l'expressió de la unió democràtica del poble kurd que s'ha dividit en quatre parts i s'ha estès arreu del món... [el confederalisme democràtic] desenvolupa una nació democràtica en comptes d'UN Estat nació basat en estrictes fronteres.
Abdullah Öcalan va advocar per la implementació de la "democràcia radical" al KCK. Murat Karayılan, preisdent del KCK, va explicar els principis del confederalisme democràtic al seu llibre Bir Savaşın Anatomisi (Anatomia d'una guerra):
L'alternativa és la declaració d'un sistema confederal democràtic independent... La societat ha de ser independent, la nació ha de ser independent. No obstant això, el propòsit principal hauria de ser que les nacions independents formin una comunitat de nacions democràtiques basades en la igualtat, dins un sistema confederal... És un sistema de col·laboració, on conviuen diverses cultures. L'objectiu és una "unió d'equitat i llibertat".
La ideologia del confederalisme democràtic adapta les teories del municipalisme llibertari, l'ecologia social i el comunalisme desenvolupades per l'anarquista i filòsof polític nord-americà Murray Bookchin, obres que Öcalan va llegir i va adaptar al moviment kurd a principis dels anys 2000 a la presó. Öcalan fins i tot s'ha descrit a si mateix com un "estudiant" de Bookchin i el PKK va declarar el pensador nord-americà com "un dels més grans científics socials del segle XX" quan va morir el 2006.

## Organitzacions

### Partits polítics
El KCK serveix com a grup paraigües per als partits polítics confederalistes democràtics del Kurdistan:

#### Partit dels Treballadors del Kurdistan (PKK)
El Partit dels Treballadors del Kurdistan, conegut popularment per les seves sigles en kurd PKK, és un partit polític i grup militant fundat el 1978 per kurds de Turquia, dirigit per Abdullah Öcalan. És considerat organització terrorista per Turquia, la Unió Europea, els Estats Units i els aliats de l'OTAN. La ideologia del PKK era originalment dins de l'òrbita marxista-leninista d'alliberament nacional, partidari de la fundació d'un Kurdistan comunista independent, defensava la lluita contra l'opressió dels kurds a Turquia i el capitalisme. Els seus objectius, però, han evolucionat al llarg del temps i en l'actualitat defensen el confederalisme democràtic, deixant les antigues postures marxistes i estatistes de banda i defensant la destrucció dels Estat nació.

El PKK ha estat implicat en enfrontaments armats amb les forces de seguretat turques des de la seva fundació, però la insurrecció a gran escala no va començar fins al 15 d'agost de 1984, quan el PKK va anunciar una revolta kurda. Des que va començar el conflicte, més de 40.000 persones han mort, la majoria de les quals civils kurds assassinats a mans de les forces de seguretat turques.

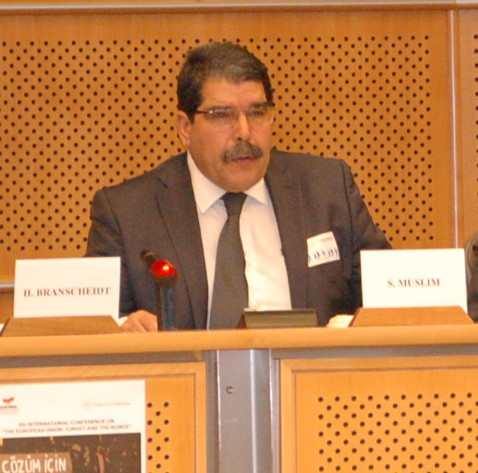
Salih Muslim, líder i fundador del PYD

#### Partit de la Unió Democràtica (PYD)
El Partit d'Unió Democràtica, conegut popularment per les seves sigles en kurd PYD, és un partit polític fundat el 2003 per kurds del nord de Síria, constituit en els seus inicis com una branca siriana del PKK. És el principal partit polític a la Federació Democràtica del Nord de Síria (Rojava). L'enginyer químic Saleh Muslim es va convertir en el seu president el 2010 i Asiyah Abdullah en el seu copresident el juny de 2012.
Durant la Guerra Civil siriana el PYD va adoptar un posicionament crític tant amb el govern sirià com amb l'oposició siriana. La falta de voluntat del Consell Nacional de Síria de donar suport a l'autonomia kurda va portar a tots els partits kurds a excepció d'un a sortir-ne el febrer de 2012. Més de 640 presos vinculats al PYD van ser alliberats per les forces de seguretat de Síria el 2011, la majoria dels quals van tornar al nord.

#### Partit per una Vida Lliure al Kurdistan (PJAK)
El Partit per una Vida Lliure al Kurdistan, conegut popularment per les seves sigles en kurd PJAK, és un partit polític fundat el 2004 per kurds de l'Iran. El líder de l'organització és Haji Ahmadi (arrestat el 2010, però alliberat novament al cap de poques hores) i es creu que la meitat dels membres del grup són dones. Durant la presidència de Barack Obama, el PJAK fou declarat organització terrorista.

#### Partit de la Solució Democràtica (PÇDK)
El Partit de la Solució Democràtica, conegut popularment per les seves sigles en kurd PÇDK, és un partit polític fundat el 2 d'abril de 2002 per kurds del nord d'Iraq. Tot i els diferents intents de presentar-se a les eleccions regionals diverses vegades, mai ha obtingut l'autorització per presentar-hi una llista.

### Branques femenines
La majoria de les organitzacions, tant polítiques com militants, tenen una estructura paralela formada per dones amb l'objectiu d'alliberar la dona del sistema patriarcal. Aquestes organitzacions tenen estructures diferenciades a l'organització principal, mixta, de les que també en són membres. La ideologia d'aquestes organitzacions s'enmarquen dins el feminisme kurd (jineaoogia). En general, el nom de l'organització femenina porta el concepte 'Jin', dona en kurd.

#### Confederació de Dones del Kurdistan
La Confederació de Dones del Kurdistan (Komalên Jinên Kurdistanê), coneguda popularment per les seves sigles en kurd KJK, és la major organització paraigües per a totes les organitzacions femenines del Kurdistan. Inicialment anomenades Consell Suprem de Dones (Koma Jinên Bilindm KJB), van canviar el seu nom i estructura la primavera de 2014 per anomenar-se KJK i estructurar-se sota els principis del confederalisme democràtic ideat per Abdullah Öcalan.

### Branques armades
El KCK com a organització paraigües no té branques armades organitzades, però existeixen dues organitzacions que estan vinculades estretament amb els partits i d'altres organitzacions regionals:

#### Unitats de les Dones Lliure (YJA-Star) i Forces de Defensa del Poble (HPG)
Les Unitats de les Dones Lliures, conegut popularment per les seves sigles en kurd YJA-Star, i les Forces de Defensa del Poble, conegut popularment per les seves sigles en kurd HPG, són les branques militars, femenines i mixtes respectivament, del Partit dels Treballadors del Kurdistan (PKK). La seva tàctica es basa principalment en una guerra de guerrilles amb petites accions a la frontera entre Turquia i l'Iraq. Tenen les seves bases principals a les muntanyes de Qandil, al Kurdistan del Sud. Des dels anys 2000, hi ha hagut almenys 5 treves entre les forces d'autodefensa kurdes i l'estat turc.
L'YJA-Star defensa l'ideologia jineologia.

#### Unitats Femenines de Protecció (YPJ) i Unitats de Protecció Popular (YPG)
Les Unitats de Protecció de les Dones, conegut popularment per les seves sigles en kurd YPJ, les Unitats de Protecció Popular, conegut popularment per les seves sigles en kurd YPG, són la faccions armades oficials, femenina i mixta respectivament, de Comitè Suprem Kurd de Rojava. Les milícies són, tanmateix, la branca armada del Partit de la Unió Democràtica (PYD). El 2004 es crearen les YPG, però no va ser fins quasi deu anys després que no s'activà.
Els grups han adoptat una posició defensiva, lluitant contra els diferents grups armats que durant la Guerra civil siriana han atacat o es trobaven a les àrees de població kurda i han estat clau en la desfeta de l'Estat Islàmic al nord i est de Síria. Ambudes organitzacions es consideren un milícia popular democràtica que celebra comicis interns per a escollir els seus comandants.

### Branques juvenils

#### Federació de la Joventut Democràtica
La Federació de la Joventut Democràtica (DEM-GENÇ) és la branca juvenil del KCK, fundada a Turquia el 20 de març de 2005 com a continuació de l'organització TECAK. Va estar lligada inicialment al Congrés Popular del Kurdistan (Kongragel) del març al juny de 2005, i posteriorment, des de l'1 de juny de 2005, es va unir a la KCK.
DEM-GENÇ neix de la federació de cinc organitzacions kurdes juvenils arreu arrelades a les quadre regions kurdes i un cinquena a la diàspora kurda a Europa:
- Moviment de la Joventut Independent (BAGEH) a Turquia
- Moviment Democràtic de la Joventut a l'Iran
- Moviment de la Joventut Independent a Iraq
- Moviment de la Joventut Lliures a Síria
- Moviment de la Joventut Lliure (ÖGH) a Europa

Al Congrés celebrat entre el 26 de juliol i el 6 d'agost de 2005 les branques de l'Iran, Iraq, Síria i Europa van adoptar el nom comú de Joventut Democràtica Confederalista (KOMALEN-CIWAN) i la branca de Turquia va canviar el nom per Moviment de la Joventut Lliure i Patriota (YÖGEH).
La Federació neix com a Consell de la Joventut del Kurdistan (YCK), una organització juvenil clandestina kurda de Turquia, branca jove del Partit dels Treballadors del Kurdistan (PKK), fundada el 25 d'octubre de 1987. En el seu congrés del 3 al 15 d'agost de 2003 es va transformar en el Moviment de la Joventut Lliure del Kurdistan (TECAK) que va tenir vinculació orgànica amb el Congrés de la Democràcia i la Llibertat dels Kurds (KADEK) durant tres mesos per passar, seguidament, al Kongragel.

#### Unitats de Protecció Civil
Les Unitats de Protecció Civil, conegudes popularment per les seves sigles en kurd YPS i YPS-Jin, és la branca militant urbana juvenil del Partit dels Treballadors del Kurdistan, format després de reorganitzar el Moviment Patriòtic Revolucionari Juvenil, també conegut com a YDG-H. Les YPS, que compten amb una branca femenina (YPS-Jin), són el principal actor kurd que va enfonrtar-se a les forces de seguretat turques els anys 2015 i 2016 durant les declaracions unilaterals de territoris autònoms, consistent en declarar l'autosuficiència i l'autogovern de pobles i regions a Bakur (Kurdistan turc).

### Altres organitzacions

#### Congrés de la Llibertat i la Democràcia del Kurdistan
El Congrés de la Llibertat i la Democràcia del Kurdistan (KADEK), fou el nom adoptat l'abril del 2002 pel Partit dels Treballadors del Kurdistan (PKK). Al cap d'un mes fou inclòs a la llista europea d'organitzacions terroristes com abans hi estava el PKK. El 5 d'abril de 2004 ho fou també a la llista dels Estats Units.
Aquesta denominació va subsistir menys de dos anys i l'octubre del 2003 es va integrar en un front més ampli anomenat Congrés Popular del Kurdistan (Kürdistan Halk Kongresi/Kongra Gele Kurdistan, abreujat Kongragel o Kongra-Gel).

#### Congrés Popular del Kurdistan
El Congrés Popular del Kurdistan (Kürdistan Halk Kongresi/Kongra Gele Kurdistan, abreujat Kongragel o Kongra-Gel) és una organització política kurda de Turquia formada per un congrés celebrat l'octubre de 2003 i que va aplegar diverses organitzacions encapçalades pel Congrés de la Llibertat i la Democràcia del Kurdistan (KADEK) i les organitzacions de dones, joves, estudiants i militars, amb Abdullah Öcalan com a dirigent d'honor i Zübeyir Aydar (antic membre del Congrés Nacional Kurd i del Partit dels Treballadors del Kurdistan) com a president.
El 5 d'abril del 2004 fou declarada organització terrorista pels Estats Units junt al KADEK. El juny del 2004 va anunciar la fi de l'alto el foc que durava des del 1999. L'activitat militar va causar més de 500 morts el 2005. El partit es va integrar l'1 de juny de 2005 al KCK. Va declarar un nou alto el foc el 2 d'octubre del 2006.

#### Partit de les Dones Lliures del Kurdistan
La Unió de Dones Patriotes del Kurdistan (Yekitîa Jinen Welatpazeren Kurdistan, YJWK) fou la branca femenina del Partit dels Treballadors del Kurdistan, formada el 1986. El nom fou modificat el 1994 a Moviment de Dones Lliures del Kurdistan. Al 5è congrés del PKK el nom fou canviat altra vegada, ara a Unió de Dones Lliures del Kurdistan (Tevgera Azâdia Jinen Kurdistan, TAJK). El 2004 va agafar el nom de Partit de les Dones Lliures del Kurdistan (Partiya Jiyana Azad a Kurdistanê o Partiya Azadiya Jin a Kurdistan, PAJK)

## Banderes

Bandera del PKK
Bandera del PYD
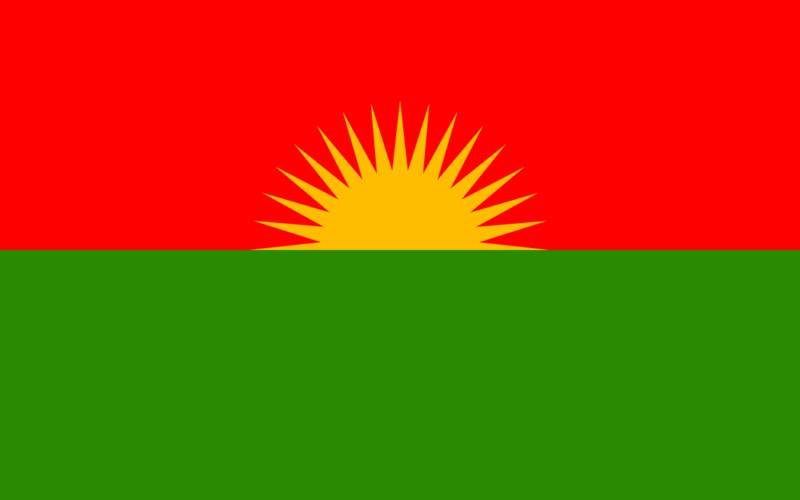
Bandera del PJAK
Bandera del KADEK
Bandera del Kongra-Gel
Bandera de les YJA-Star
Bandera de les HPG
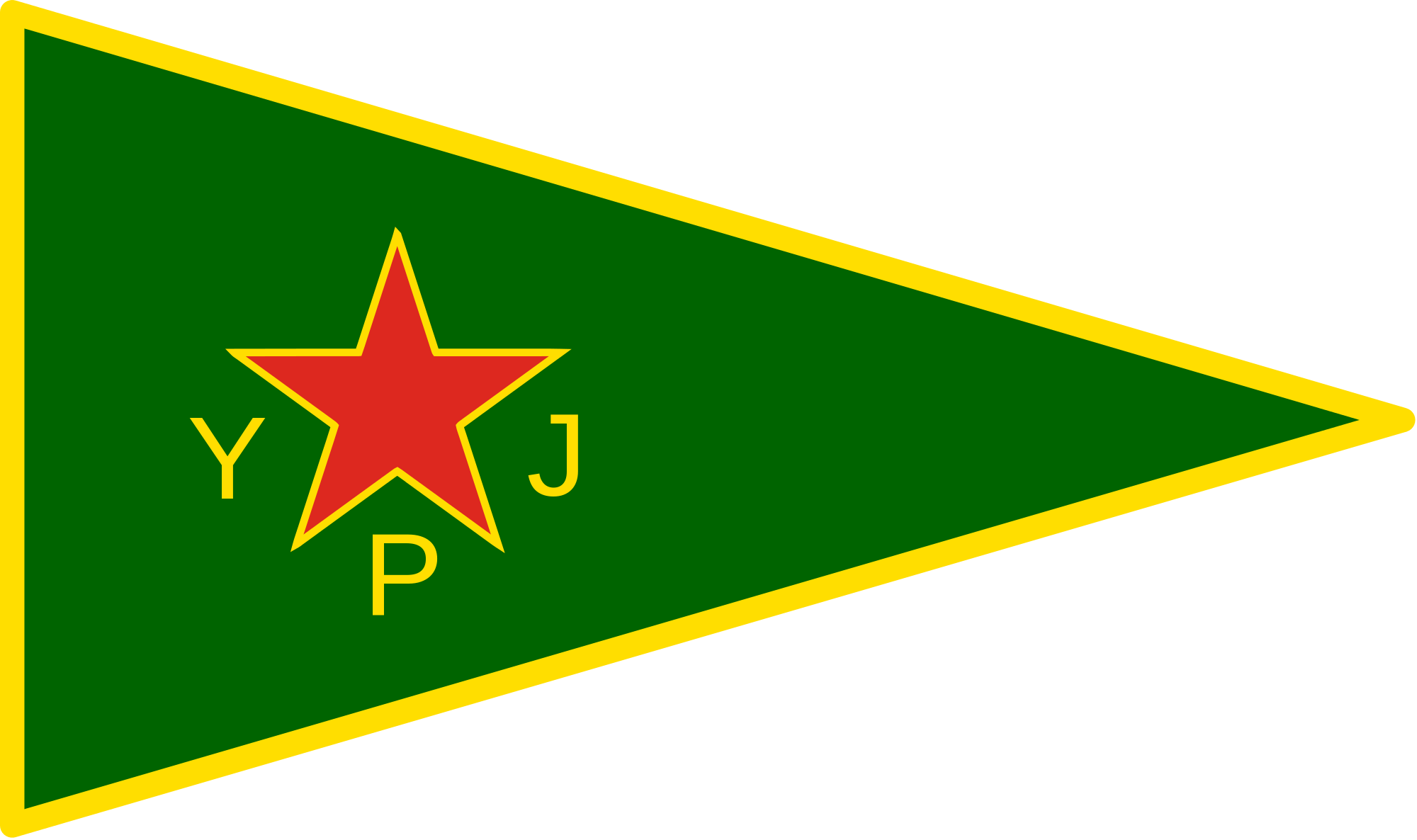
Bandera de les YPJ
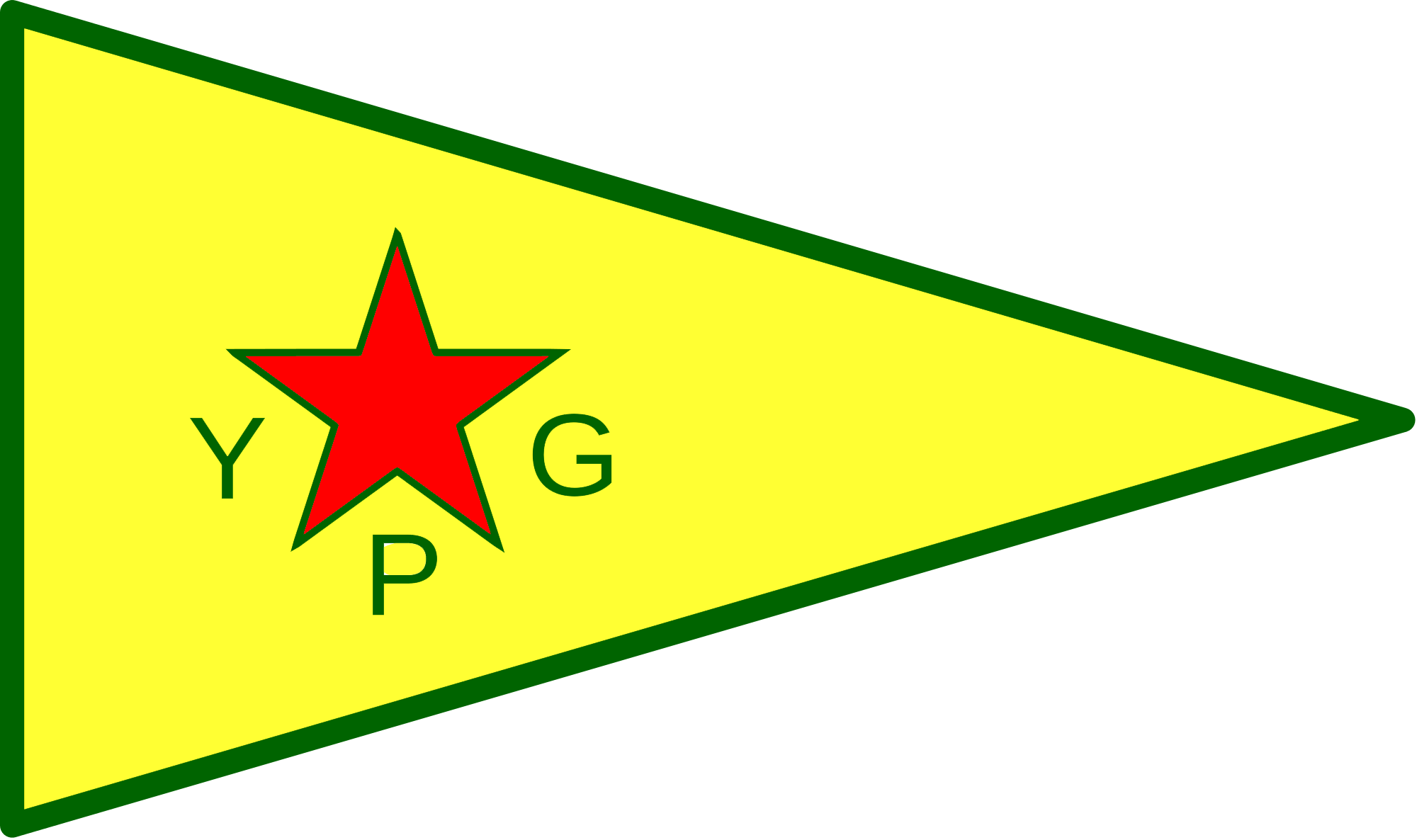
Bandera de les YPG